# 제25회 세자르상
제25회 세자르상은 2000년 2월 19일에 열린 시상식이다.

## 수상 및 후보

### 작품상
- 비너스 보떼 - 토니 마샬 수상
- 걸 온 더 브릿지 - 빠트리스 르꽁트

### 감독상
- 비너스 보떼 - 토니 마샬 수상
- 걸 온 더 브릿지 - 빠트리스 르꽁트

### 남우주연상
- 걸 온 더 브릿지 - 다니엘 오떼유 수상

### 여우주연상
- 줄리엣을 위하여 - 카린 비아르 수상
- 걸 온 더 브릿지 - 바네사 파라디

### 남우조연상
- 나의 작은 회사 - 프랑수와 벨레앙 수상

### 여우조연상
- 크리스마스 트리 - 샤를로뜨 갱스부르 수상

### 각본상
- 비너스 보떼 - 토니 마샬 수상
- 걸 온 더 브릿지 - 세르쥬 프리드망

### 촬영상
- 히말라야 지도자의 어린 시절 - Eric Guichard 수상
- 걸 온 더 브릿지 - 장 마리 드레주

## 같이 보기
- 제72회 아카데미상
- 제53회 영국 아카데미 영화상
- 제12회 유럽 영화상